# Richard John Neuhaus
Richard John Neuhaus (21 de mayo de 1936 - 8 de enero de 2009) fue un prominente sacerdote católico y escritor nacido en Canadá, naturalizado estadounidense. Cercano, aunque no oficial, colaborador del presidente George W. Bush, a quien asesoraba en una serie de asuntos éticos y religiosos, entre los cuales se hallaban el aborto, la investigación de células madre y la clonación. En el año 2005 fue nombrado como uno de los "25 evangélicos más influyentes de los Estados Unidos" por la revista Time.

## Biografía
Nació en Pembroke, Ontario, como uno de ocho hijos de un ministro luterano. Se ordenó como ministro alrededor de 1960, sirviendo luego como pastor en una congregación de escasos recursos en Brooklyn, Nueva York. Se mostró a favor de las políticas liberales hasta el caso Roe contra Wade. Neuhaus originó la llamada "Ley de Neuhaus", la cual enuncia que "Donde la ortodoxia es opcional, tarde o temprano será proscrita".
En 1990 fundó el periódico First Things, publicado por el Institute on Religion and Public Life y se convirtió al catolicismo el 8 de septiembre del mismo año. Un año después, fue ordenado sacerdote por el cardenal John Joseph O'Connor. 
En una carta dirigida a sus amigos y colegas explicó las razones que le movieron a convertirse al catolicismo. Estaba convencido de que “ya no era necesaria, si alguna vez lo fue, la existencia eclesial separada del luteranismo”. Por eso, se lanzó a “buscar la reconciliación eclesial y restaurar la plena comunión con el obispo de Roma y las Iglesias en comunión con él”.
Desde ese momento, el ecumenismo se convirtió en uno de sus principales empeños. En 1994 promovió, junto con Charles Colson, la declaración “Evangelicals and Catholics Together”. A ella se adhirieron destacadas personalidades como Mary Ann Glendon o el reverendo Pat Robertson. También fundó el Institute Center on Religion and Society de Nueva York, un foro de encuentro entre teólogos protestantes y católicos.
Otra preocupación fundamental de Neuhaus fue el papel de la religión en la vida pública. Se ocupó por primera vez de esta cuestión en su libro The Naked Public Square, publicado en 1984. Esta obra nutrió con sugerentes ideas la convicción de que la religión no debe quedar recluida en la vida privada.
Tres años después volvió a abordar el asunto en The Catholic Moment. Su tesis principal es que las Iglesias protestantes, bajo la guía de los “teólogos de la secularización”, están en proceso de descomposición y sin recursos para regenerar espiritualmente la sociedad norteamericana. En esta situación —afirma Neuhaus—, sólo del catolicismo puede venir una propuesta válida.
¿Por qué precisamente de la Iglesia católica? “Porque las demás comunidades cristianas –declaraba Neuhaus en una entrevista– no han estado a la altura de las circunstancias: o han adaptado acríticamente la fe cristiana a los parámetros culturales dominantes, perdiendo su peculiaridad cristiana; o se han alejado del mundo contemporáneo, refugiándose en un ghetto del fideísmo”.
Esto ha creado un vacío de valores en la vida pública. Neuhaus detecta en los Estados Unidos “una hambre profunda de un testimonio religioso público que pueda elevar el nivel moral de nuestra sociedad”. El catolicismo sería la fuerza religiosa más consistente para emprender esta tarea, pues su doctrina le lleva a no renunciar a un juicio moral sobre la vida pública, sin recurrir a la vez a soluciones teocráticas.
Neuhaus está considerado, junto con George Weigel y Michael Novak, uno de los intelectuales católicos más emblemáticos de Estados Unidos. Asesoró al presidente George W. Bush en cuestiones controvertidas como el aborto, la investigación con células madre o la clonación. En 2005 la revista Time lo incluyó —a pesar de su afiliación católica— en la lista de los 25 evangélicos más influyentes de Estados Unidos.
En un artículo publicado por National Catholic Reporter (8-01-2009), el periodista John L. Allen describe a Neuhaus como el artífice de dos alianzas con importantes repercusiones en la política estadounidense: una entre católicos ortodoxos y evangélicos; la otra, entre los defensores de la economía de mercado y los votantes que atribuyen particular a atención a cuestiones de valores.
En la misma línea, Ross Douthat destaca en The Atlantic (8-01-2009) la capacidad de Neuhaus –fruto de su interés por lo humano– de “tender puentes entre judíos y cristianos, protestantes y católicos, la fe y la economía de mercado y, sobre todo, entre cristianismo y liberalismo”.
Como dato interesante, fue comentarista para la cadena televisiva EWTN durante el funeral del papa Juan Pablo II y la elección del papa Benedicto XVI.

## Pensamiento
Neuhaus promueve el diálogo ecuménico y el conservadurismo social. En 1995 editó junto con Charles Colson el libro Evangelicals and Catholics Together: Toward a Common Mission, un manifiesto ecuménico muy debatido, pues ciertos grupos de católicos y evangélicos aseguraron que Neuhaus y Colson comprometieron varias doctrinas fundamentales para promover una agenda neoconservadora, a la vez que de manera injusta demandaban a ambas ramas del Cristianismo que dejaran de intentar de convertirse entre sí.
También ha expresado una fuerte esperanza en una posible salvación universal, pero nunca la ha enseñado como doctrina, haciendo énfasis en que es una esperanza, no una creencia, llegando a afirmar que "En resumen: no lo sabemos; sólo Dios sabe; pero podemos tener esperanza". Asimismo, escribió que

absolutamente nadie está más allá del alcance del amor de Dios en Cristo. Todos son encontrados, y por lo tanto no están perdidos. El que algunos decidan no aceptar el regalo de ser encontrado es un asunto totalmente distinto. Nosotros rezamos y esperamos que todos acepten el regalo de la salvación que está de seguro al alcance de todos. Al menos para los católicos, la enseñanza es definitiva: Dios no niega a nadie la gracia necesaria para la salvación.

Al igual que el cardenal Cormac Murphy-O'Connor, ha dicho que no es posible determinar si el infierno está de hecho poblado por alguien.